# 35462 Maramkaire
35462 Maramkaire este o planetă minoră (asteroid) din centura de asteroizi. A fost descoperită pe 27 februarie 1998 la centre de recherches en géodynamique et astrométrie⁠(d) de OCA-DLR Asteroid Survey⁠(d) și a fost numită după Maram Kairé⁠(d). 
Obiectul prezintă o orbită caracterizată de o semiaxă mare de 2,6688651 UAi, o excentricitate de 0,08, o înclinație de 7,3627 ° în raport cu ecliptica.